# Roanoke (Alabama)
Roanoke es una ciudad ubicada en el condado de Randolph en el estado estadounidense de Alabama. En el censo de 2000, su población era de 6563.

## Demografía
En el 2000 la renta per cápita promedia del hogar era de $ 26.946$, y el ingreso promedio para una familia era de 32.405$. El ingreso per cápita para la localidad era de 14.088$. Los hombres tenían un ingreso per cápita de 29.594$ contra 22.135$ para las mujeres.

## Geografía
Roanoke está situado en 33°8′56″N 85°22′11″O / 33.14889, -85.36972 (33.148830, -85.369784).
Según la Oficina del Censo de los EE. UU., la ciudad tiene un área total de 19.09 millas cuadradas (49.43 km²).